# بروکلین پرو
بروکلین پرو (فرانسوی: Brooklynn Proulx‎؛ زادهٔ ۲۷ آوریل ۱۹۹۹) یک هنرپیشه اهل کانادا است. وی بین سال‌های ۲۰۰۴ تا ۲۰۱۱ میلادی فعالیت می‌کرد.
از فیلم‌ها یا برنامه‌های تلویزیونی که وی در آن نقش داشته است می‌توان به کوهستان بروکبک، کرم‌های شب‌تاب باغ، روز والنتاین، قتل جسی جیمز به‌دست رابرت فورد بزدل، پیرانا سه‌بعدی، همسر مسافر زمان، پروژه لازاروس و پناهگاه اشاره کرد.